# Rodrigo Zárate
Rodrigo Zárate fue un militar y político peruano.
Participó en las elecciones generales de 1931 como candidato de la Unión Revolucionaria liderada por el presidente Luis Miguel Sánchez Cerro quien había derrocado al presidente Augusto B. Leguía. Fue elegido como diputado constituyente por el departamento de Junín. Durante su gestión, inició el impulso - continuado luego por el diputado Manuel Llosa, de una escuela de minería en Cerro de Pasco y una de metalurgia en La Oroya. Ambas instituciones educativas fueron creadas mediante decreto supremo del presidente Manuel Prado Ugarteche en 1941.